# فرجان احمارة (أهديل)
فرجان احمارة هي إحدى مشيخات المملكة المغربية، تتبع جغرافيا لإقليم شيشاوة وإداريًا لأهديل. يقدر عدد سكانها بـ 11764 نسمة حسب الإحصاء الرسمي للسكان والسكنى لسنة 2004.